# Nataša Burger
Nataša Burger (r. Capuder), slovenska gledališka, televizijska in filmska igralka, * 20. januar 1968, Ljubljana.
Nastopila je v več kratkih in celovečernih filmih, mdr. v filmu Janeza Burgerja V leru. Na 7. festivalu slovenskega filma je prejela vesno za žensko stranko vlogo za film Ruševine, leto za tem pa še vesno za glavno žensko vlogo za film Uglaševanje.

## Filmografija
- Šiška Deluxe (2015) celovečerni igrani film)
- Drugo dejanje (2008, srednjemetražni igrani film)
- Klepet s Piko (2007) kratki igrani film)
- Odgrobadogroba (2005) celovečerni igrani film)
- Uglaševanje (2005) celovečerni igrani film)
- Ruševine (2004) celovečerni igrani film)
- Tiigra (2001) kratki dokumentarni video)
- V leru (1999) celovečerni igrani film)
- Nathalie! (1997) kratki igrani film)